# Kisvaszar
Kisvaszar (németül: Wasser) község Baranya vármegyében, a Hegyháti járásban.

## Fekvése
A Hegyháti járás déli szélén helyezkedik el, a Kisvaszari-patak és egy másik patakág találkozásánál, Dombóvár és Komló között, mindkettőtől egyaránt körülbelül 12 kilométer távolságra, a Mecsekjánosi-Vásárosdombó közti 6546-os út mentén.

## Története
Már a római időkben és a középkorban is lakott hely volt. Nevét az oklevelek 1328-ban említették először Vossary, Vosar formában.
A tatárdúlás után Vaszar néven fordul elő és a siklósi Kán nemzetség birtoka.
A 15. századtól a Bocskai, majd a Laczkó család birtoka lett. A falut a török időkben is lakták.
A 18. század első éveiben donáció útján kapta hg. Esterházy Pál.
A község 1720-ig Tolna vármegyéhez tartozott, akkor csatolták Baranyához.
1750 táján Tolna vármegyéből érkezett németek telepedtek le itt, akik később virágzó fazekasipart hoztak létre a településen.

## Közélete

### Polgármesterei
- 1990–1994: Miklós József (független)[3]
- 1994–1998: Óbertné Miks Mária (független)[4]
- 1998–2002: Óbertné Miks Mária (független)[5]
- 2002–2006: Kovács Mónika (független)[6]
- 2006–2010: Kovács Mónika (független)[7]
- 2010–2014: Kovács Mónika (Fidesz-KDNP)[8]
- 2014–2019: Kovács Mónika (független)[9]
- 2019–2024: Kovács Mónika (független)[10]
- 2024– : Kovács Mónika (független)[1]

## Népesség
A település népességének változása:
| Lakosok száma | 323  | 318  | 317  | 333  | 293  | 296  | 313  | 293  |
|               | 2013 | 2014 | 2015 | 2019 | 2021 | 2022 | 2023 | 2024 |

A 2011-es népszámlálás során a lakosok 98,2%-a magyarnak, 53,4% cigánynak, 0,3% németnek mondta magát (1,5% nem nyilatkozott; a kettős identitások miatt a végösszeg nagyobb lehet 100%-nál). A vallási megoszlás a következő volt: római katolikus 79,5%, református 1,2%, evangélikus 0,6%, felekezeten kívüli 12,2% (6,5% nem nyilatkozott).
2022-ben a lakosság 91,6%-a vallotta magát magyarnak, 31,4% cigánynak, 0,3% lengyelnek, 0,3% németnek, 0,3% egyéb, nem hazai nemzetiségűnek (8,1% nem nyilatkozott; a kettős identitások miatt a végösszeg nagyobb lehet 100%-nál). Vallásuk szerint 18,2% volt római katolikus, 1% református, 0,7% evangélikus, 1,7% egyéb keresztény, 60,1% felekezeten kívüli (18,2% nem válaszolt).

## Nevezetességei
- Esterházy-kastély